# Sofrino
Sofrino (in russo Софрино?) è una cittadina della Russia europea centrale, situata nell'oblast' di Mosca. Apparteneva amministrativamente al Puškinskij rajon.
Sorge nella parte centrale dell'oblast', 46 chilometri a nord di Mosca, sulla linea ferroviaria che collega Mosca e Jaroslavl'.